# ガンバレ乙女（笑）/friend
「ガンバレ乙女（笑）/friend」（ガンバレおとめかっこわらい/フレンド）は、日本の女性アイドルグループ・アイドリング!!!の楽曲。2007年7月11日にFLIGHT MASTER（ポニーキャニオン傘下）からリリースされた、1枚目のシングル。楽曲は両A面となっている。

## 背景・制作
フジテレビのバラエティ・アイドル番組『アイドリング!!!』が生んだ同名女性アイドルグループによるデビューシングル。
収録曲
表題曲は両A面シングルとなっている。制作は様々なソングライターの共作で、当番組の構成を務める放送作家・酒井健作や、グループのワンマンライブ・バンマスも務める内田"ucchy"悟らが関わっている。
「ガンバレ乙女（笑）」については、グループのコンセプトである『現在進行形で成長するアイドル』を元にしている。また、翌年にリリースされた1stアルバム『だいじなもの』には、別バージョン・Ultimate party mixとして再録されている。本作の収録曲は、アイドリング!!!の特色を位置付けた基本となる楽曲で、2015年にグループが活動終了するまでの全期間を通じて、歌い継がれていった。
楽曲の内「ガンバレ乙女（笑）」「キミがスキ」「百花繚乱アイドリング!!!」の3曲は、リリースより数か月前の2007年春に完成しており、同年4月25日に先行配信されている。
収録メンバー
- 加藤沙耶香・小泉瑠美・遠藤舞・江渡万里彩・滝口ミラ・外岡えりか・谷澤恵里香・フォンチー・横山ルリカ

## リリース
初回限定盤には「ガンバレ乙女（笑）」のミュージック・ビデオと、レギュラー出演していた『アイドリング!!!』の特別映像を収録したDVDが付属。通常盤の初回生産分には、特製トレーディングカード（全20種の内ランダム1枚）の封入特典が付く。ほか、両形態の初回生産分には、グループの『限定シークレットライブ』に抽選で参加できる「応募ハガキ」が封入された。
特典企画
協力店舗タワーレコードでのみ先着購入者に「スリーブケース」を進呈する、コラボ企画を実施している。

## ミュージック・ビデオ
ミュージック・ビデオは「ガンバレ乙女（笑）」のみが制作され、ビデオディレクターは、レギュラー番組『アイドリング!!!』の総合演出を務める塩谷亮が担当。楽曲はその後、グループの公式YouTubeチャンネルで、フルバージョンが無料公開された。
劇中は、スタジオと海岸で撮影された映像をミックスしたもので、海岸ロケの画像は本作のジャケットに採用されている。

## ライブ・パフォーマンス
発売記念イベント兼ねたミニライブが、以下の日時・場所で実施された。
「デビューCD発売記念イベント」
- 2007年7月16日・31日 ヤマギワソフト館
- 2007年7月22日 東京ドームシティ・ラクーア
- 2007年7月28日 ISHiMARU SOFT2
- 2007年8月4日 DISC PIER日本橋店
- 2007年8月5日 イオン高知ショッピングセンター
- 2007年8月11日 サンストリート亀戸

ライブイベント
楽曲は、以下のイベント等でライブ披露している。
- CDデビュー決定記念イベント（2007年5月6日、池袋サンシャインシティ噴水広場）
- CDデビュー記念スペシャル生ライブ（2007年7月11日、フジテレビ本社屋）
- フジテレビ『お台場冒険王』（2007年7月21日 - 9月2日、フジテレビ本社屋）
- 『サマフェス!!'07 -ARTIST VILLAGE FESTIVAL-』（2007年7月25日、代々木公園野外ステージ）
- 『アイドリング!!! 限定シークレットライブ』（2007年8月24日、渋谷DUO）
- アイドリング!!! 1st Live 「もっとガンバレ乙女（笑）」（2007年12月15日、品川ステラボール）
- フジテレビ『お台場学園2008〜文化祭〜』（2008年4月26日 - 5月6日、フジテレビ本社屋）

## メディアでの使用
楽曲は以下のメディアで使用された。
「ガンバレ乙女（笑）」
- フジテレビ721・739『アイドリング!!!』テーマソング

「friend」
- テレビ東京系『家庭教師ヒットマンREBORN!』2007年7月 - 9月度エンディングテーマ

「キミがスキ」
- フジテレビ『お台場学園2008〜文化祭〜』イメージソング

「百花繚乱アイドリング!!!」
- 山形放送『ピヨ卵ワイド』オープニングBGM

## シングル収録トラック
| #         | タイトル                             | 作詞                              | 作曲          | 編曲          | 時間  |
| --------- | ------------------------------------ | --------------------------------- | ------------- | ------------- | ----- |
| 1.        | 「ガンバレ乙女（笑）」               | JIN、谷藤律子、長澤智則、酒井健作 | 櫻井真一      | MASA、D・A・I | 3:49  |
| 2.        | 「friend」                           | KIKOMARU                          | 内田"ucchy"悟 | 内田"ucchy"悟 | 4:18  |
| 3.        | 「キミがスキ」                       | 五十嵐由美                        | 小林俊太郎    | 小林俊太郎    | 4:22  |
| 4.        | 「百花繚乱アイドリング!!!」          | 酒井健作                          | Funta         | Funta         | 4:21  |
| 5.        | 「ガンバレ乙女（笑）」(Instrumental) |                                   |               |               | 3:49  |
| 合計時間: | 合計時間:                            | 合計時間:                         | 合計時間:     | 合計時間:     | 20:32 |

| #         | タイトル                                     | 作詞                              | 作曲          | 編曲          | 時間  |
| --------- | -------------------------------------------- | --------------------------------- | ------------- | ------------- | ----- |
| 1.        | 「ガンバレ乙女（笑）」                       | JIN、谷藤律子、長澤智則、酒井健作 | 櫻井真一      | MASA、D・A・I | 3:49  |
| 2.        | 「friend」                                   | KIKOMARU                          | 内田"ucchy"悟 | 内田"ucchy"悟 | 4:18  |
| 3.        | 「キミがスキ」                               | 五十嵐由美                        | 小林俊太郎    | 小林俊太郎    | 4:22  |
| 4.        | 「百花繚乱アイドリング!!!」                  | 酒井健作                          | Funta         | Funta         | 4:21  |
| 5.        | 「ガンバレ乙女（笑）」(-オリジナルカラオケ-) |                                   |               |               | 3:57  |
| 合計時間: | 合計時間:                                    | 合計時間:                         | 合計時間:     | 合計時間:     | 20:40 |

| #  | タイトル                          | 作詞 | 作曲・編曲 | ビデオディレクター |
| -- | --------------------------------- | ---- | ---------- | ------------------ |
| 1. | 「ガンバレ乙女(笑)」(Music Video) |      |            | 塩谷亮             |
| 2. | 「アイドリング!!!特別編」         |      |            |                    |

## カバー
『家庭教師ヒットマンREBORN!』のエンディングテーマに採用された「friend」については、その主要キャラクター「笹川京子」と「三浦ハル」を担当した声優・稲村優奈、吉田仁美の両名によってカバーされている。
こちらも同アニメ枠で、2007年12月22日放送・第63話のエンディングテーマ曲として、1度だけ使用された。この音源はその後、同アニメ・キャラクターデュエットシングルの4作目に収録されている。